# Battaglia di Sekigahara
La battaglia di Sekigahara (関ヶ原の戦い?, Sekigahara no tatakai), combattuta il 21 ottobre 1600, fu uno scontro decisivo nella storia del Giappone, culmine dell'aspro confronto che teneva impegnati due coalizioni di daimyō. L'armata orientale, guidata da Tokugawa Ieyasu, sconfisse Ishida Mitsunari, il quale si era opposto al clan Tokugawa riunendo attorno a sé i samurai fedeli al clan Toyotomi.
Negli anni successivi Ieyasu avrebbe consolidato il proprio potere arrivando a fondare nel 1603 lo shogunato Tokugawa, l'ultima dittatura militare del Giappone, che avrebbe dominato il paese fino al 1868. La battaglia contribuì in modo determinante alla fine dell'epoca Sengoku, il lungo periodo di guerre civili che insanguinavano il Giappone dal 1467. Con l'istituzione dello shogunato, Ieyasu avrebbe dato il via ad un periodo di pace e di grande stabilità politica.

## Antefatti
Poco prima di morire Toyotomi Hideyoshi nominò un consiglio dei cinque reggenti per governare il Giappone in attesa della maggiore età di suo figlio Toyotomi Hideyori. Hideyoshi aveva valutato con estrema attenzione i nomi dei maggiori daimyō del consiglio in modo che potessero bilanciarsi gli uni con gli altri. Ma ben presto Ieyasu iniziò a tessere alleanze tramite matrimoni con i maggiori daimyō del Giappone e tale mossa infastidì i suoi rivali nel consiglio i quali incaricarono il ministro Ishida Mitsunari di formare un'alleanza per frenare l'invadenza Tokugawa. Gli equilibri mutarono molto con la morte di Maeda Toshiie, designato custode di Hideyori, al quale succedette il figlio Toshinaga, che si schierò immediatamente con la fazione Tokugawa. Mitsunari ordì un piano per assassinare Ieyasu, ma tale complotto fallì e gli si ritorse contro quando diversi generali Tokugawa cercarono a sua volta di ucciderlo. Ironia della sorte Mitsunari riuscì a fuggire da Osaka ottenendo la protezione dello stesso Ieyasu. Gli storici Sadler e Bryant hanno suggerito varie spiegazioni alla sua scelta. A. L. Sadler ci informa di come Ieyasu e il suo fedele Honda Tadakatsu
 Antony Bryant sottolinea inoltre come 
 Ishida, in definitiva, esercitava presso gli altri nobili uno scarso peso rispetto al più potente Ieyasu, per cui, a ben vedere, la scelta di risparmiare l'avversario risulta acuta e ponderata.
Verso aprile 1600 Ieyasu iniziò a nutrire crescenti preoccupazioni per la costruzione da parte del clan Uesugi di un castello ad Aizu, per il reclutamento di guerrieri e l'accumulo di armi e provviste. Tutti gli indicatori per un'insurrezione e Ieyasu inviò un ambasciatore per affrontare e valutare la situazione. Infatti Ishida Mitsunari si era accordato con Uesugi Kagekatsu per fare pressione sui Tokugawa. Se gli Uesugi fossero stati visti come una minaccia crescente, allora Ieyasu, temendo un attacco alla sua città di Edo, si sarebbe concentrato su di loro, permettendo a Ishida e alle forze occidentali di radunarsi e invadere facilmente i territori vitali del paese, a partire dalle province di Mino, Owari e Mikawa. Queste regioni strategicamente importanti erano considerate la chiave per il controllo del Giappone per la loro posizione centrale e di controllo delle principali strade, la Tōkaidō e la Nakasendō. Inoltre Mikawa era importante anche come provincia natale di Ieyasu.

### Verso Sekigahara

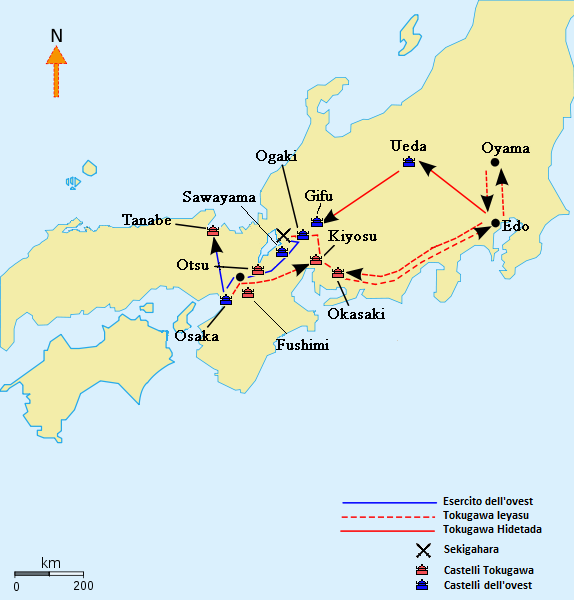
Movimenti delle armate

Il 20 ottobre Mitsunari venne a sapere che il grosso dell'Armata dell'Est si era concentrato ad Akasaka e la sorpresa fu traumatica poiché aveva basato la sua campagna sulla certezza che Uesugi Kagekatsu avesse tenuto occupato l'Armata dell'Est per intero. A quel punto Mitsunari decise di lasciare il castello di Ogaki e di ripiegare verso Sawayama attendendo l'armata Tokugawa posizionati nella vallata di Sekigahara. Alle 19:00, sotto una pioggia battente, l'Armata dell'Ovest si ritirò verso Sekigahara. I soldati procedevano al buio, a guidarli erano i lontani fuochi degli accampamenti di Chōsokabe, Kobayakawa e altri alleati affiliati al clan Mōri, che si erano fermati a Sekigahara per unirsi a Mitsunari. Alle 01:00, la divisione di Mitsunari raggiunse Sekigahara. Nel frattempo Ieyasu, venuto a conoscenza delle mosse di Mitsunari si mise in marcia, in piena notte, verso Sekigahara. Ishida aveva insediato il campo al fianco del monte Sasao, mentre i suoi alleati Kobayakawa e Mōri si erano schierati rispettivamente lungo il monte Matsuo ed il monte Nangu. Ieyasu aveva disposto i suoi uomini lungo la via di Nakasendō, fronteggiando Mitsunari solo con l'avanguardia: sperava nell'arrivo del numeroso esercito guidato dal figlio Hidetada che tuttavia giunse solo a battaglia finita. Ieyasu aveva lasciato scoperto il fianco della sua armata in corrispondenza del monte Matsuo, da cui sarebbe stato facile attaccarlo e sbaragliarlo.
Avvertito da Hori Hideharu della costruzione del castello di Aizu Ieyasu, spedì un messaggero in maggio dello stesso anno per chiedere spiegazioni. Kagekatsu non rispose e venne richiamato a Osaka da Ieyasu il quale, dopo non aver nuovamente ricevuto risposta, ordinò una campagna contro i territori Uesugi. Tuttavia Ieyasu aveva già intuito le mosse di Mitsunari e aveva dato ordine ai propri generali di radunare gli uomini e stare in allerta in tutto il paese. Date Masamune e Mogami Yoshiaki vennero incaricati da Ieyasu di trattenere gli Uesugi fino a quando l'armata guidata da suo figlio Tokugawa Hidetada non avesse raggiunto l'est del paese.
Ieyasu il 25 luglio s'intrattenne al castello di Fushimi con Torii Mototada, incontro tra i più famosi della storia del Giappone, nel quale Mototada capì che il suo sacrificio sarebbe stato impossibile da evitare pur di rallentare le armate occidentali. Nel frattempo Mitsunari ebbe un consiglio di guerra poiché le armate Tokugawa si stavano organizzando a est di Osaka. Il 17 agosto avvenne un incontro al castello di Sawayama tra tutti i maggiori capi dell'Armata Occidentale, tra i quali Ukita Hideie, Shimazu Yoshihiro, Kobayakawa Hideaki, Chōsokabe Morichika e Ōtani Yoshitsugu. Quest'ultimo era in effetti in procinto di unirsi a Ieyasu nella sua campagna contro Uesugi Kagekatsu, ma Mitsunari lo aveva intercettato e convinto a unirsi con i lealisti.
Il 27 agosto iniziò l'assedio di Fushimi che, dopo dieci giorni, costò la vita di Mototada. Questo diede tempo ai Tokugawa di organizzarsi. Con la caduta di Fushimi gli alleati occidentali potevano incontrarsi con Mitsunari nel castello di Ōgaki per pianificare di attaccare Ieyasu nella sua provincia di Mikawa. Il 10 settembre Ieyasu era tornato a Edo, preparando le sue forze per il confronto finale. Il 15 settembre Mitsunari s'incontrò a Ōgaki con il resto delle truppe occidentali non avendo idea che Ieyasu stesse già programmando un ritorno a Osaka con il suo esercito. Durante un consiglio di guerra avvenuto pochi giorni prima della battaglia ci fu un'accesa discussione tra Shima Sakon e Shimazu Yoshihiro poiché quest'ultimo proponeva un attacco notturno alle forze Tokugawa, azione al quale Sakon si sarebbe opposto.
Ieyasu attaccò e conquistò il castello di Gifu, presieduto da Oda Hidenobu, nipote di Oda Nobunaga, con 31000 uomini il 28 settembre e il 7 ottobre partì verso ovest alla testa del suo esercito. Il giorno dopo la battaglia di Kuisegawa, dove l'armata di Tokugawa venne decisamente sconfitta da Shima Sakon e costretta ad indietreggiare, il grosso delle due coalizioni si incontrò nei pressi del villaggio di Sekigahara il 21 ottobre.

## Forze in campo

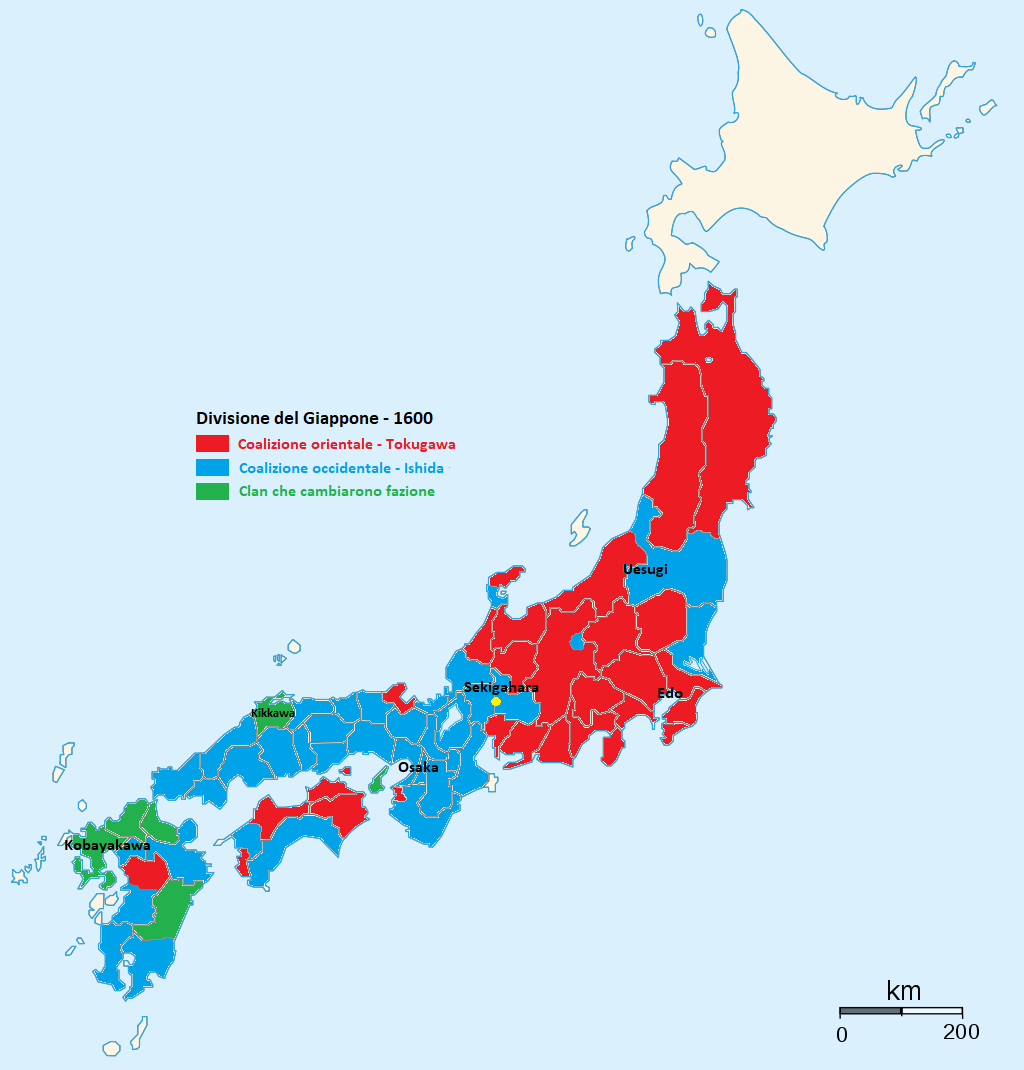
Divisione del Giappone durante la campagna

○ = Daimyō che parteciparono alla battaglia

● = Daimyō che cambiarono schieramento 

▲ = Daimyō presenti a Sekigahara che non parteciparono alla battaglia
|                   | Daimyō                | Kokudaka | Uomini      |                 | Daimyō                 | Kokudaka | Uomini      |
| ----------------- | --------------------- | -------- | ----------- | --------------- | ---------------------- | -------- | ----------- |
| Armata dell'Ovest | Mōri Terumoto         | 1200000  |             | Armata dell'Est | Tokugawa Ieyasu ○      | 2560000  | 30000       |
| Armata dell'Ovest | Mōri Hidemoto ▲       | 200000   | 16000       | Armata dell'Est | Matsudaira Tadayoshi ○ | 100000   | 3000        |
| Armata dell'Ovest | Kikkawa Hiroie ●      | 142000   |             | Armata dell'Est | Ii Naomasa ○           | 120000   | 3600        |
| Armata dell'Ovest | Ōtomo Yoshimune       |          |             | Armata dell'Est | Honda Tadakatsu ○      | 100000   | 500         |
| Armata dell'Ovest | Uesugi Kagekatsu      | 1200000  |             | Armata dell'Est | Maeda Toshinaga        | 840000   |             |
| Armata dell'Ovest | Shimazu Yoshihiro ○   | 730000   | 1700        | Armata dell'Est | Date Masamune          | 580000   |             |
| Armata dell'Ovest | Ukita Hideie ○        | 570000   | 17220       | Armata dell'Est | Hori Hideharu          | 300000   |             |
| Armata dell'Ovest | Satake Yoshinobu ○    | 540000   |             | Armata dell'Est | Mogami Yoshiaki        | 240000   |             |
| Armata dell'Ovest | Kobayakawa Hideaki ●  | 370000   | 15675       | Armata dell'Est | Fukushima Masanori ○   | 240000   | 6000        |
| Armata dell'Ovest | Chōsokabe Morichika ▲ | 220000   | 6600        | Armata dell'Est | Katō Kiyomasa          | 200000   |             |
| Armata dell'Ovest | Konishi Yukinaga ○    | 200000   | 6000        | Armata dell'Est | Tsutsui Sadatsugu ○    | 200000   | 2850        |
| Armata dell'Ovest | Mashita Nagamori      | 200000   |             | Armata dell'Est | Hosokawa Tadaoki ○     | 180000   | 5100        |
| Armata dell'Ovest | Ishida Mitsunari ○    | 194000   | 5820        | Armata dell'Est | Kuroda Nagamasa ○      | 180000   | 5400        |
| Armata dell'Ovest | Oda Hidenobu          | 135000   |             | Armata dell'Est | Hachisuka Yoshishige ○ | 177000   | sconosciute |
| Armata dell'Ovest | Ogawa Suketada ●      | 70000    | 2100        | Armata dell'Est | Asano Yoshinaga ○      | 160000   | 6510        |
| Armata dell'Ovest | Ankokuji Ekei ○       | 60000    | 1800        | Armata dell'Est | Ikeda Terumasa ○       | 152000   | 4500        |
| Armata dell'Ovest | Mōri Katsunaga ○      | 60000    | sconosciute | Armata dell'Est | Ikoma Kazumasa ○       | 150000   | 1830        |
| Armata dell'Ovest | Natsuka Masaie ▲      | 50000    | 1500        | Armata dell'Est | Nakamura Kazutada      | 145000   | 4350        |
| Armata dell'Ovest | Ōtani Yoshitsugu ○    | 50000    | 1500        | Armata dell'Est | Tōdō Takatora ○        | 110000   | 2490        |
| Armata dell'Ovest | Ōtani Yoshikatsu ○    |          | 3500        | Armata dell'Est | Horio Yoshiharu        | 100000   |             |
| Armata dell'Ovest | Kinoshita Yoritsugu ○ | 25000    | 750         | Armata dell'Est | Katō Yoshiaki ○        | 100000   | 3000        |
| Armata dell'Ovest | Tamura Tadamasa ○     | 40000    | sconosciute | Armata dell'Est | Tanaka Yoshimasa ○     | 100000   | 3000        |
| Armata dell'Ovest | Sanada Masayuki       | 38000    |             | Armata dell'Est | Kyōgoku Takatomo ○     | 100000   | 3000        |
| Armata dell'Ovest | Wakisaka Yasuharu ●   | 33000    | 990         | Armata dell'Est | Kyōgoku Takatsugu      | 60000    |             |
| Armata dell'Ovest | Akaza Naoyasu ●       | 20000    | 600         | Armata dell'Est | Terazawa Hirotaka ○    | 80000    | 2400        |
| Armata dell'Ovest | Hiratsuka Tamehiro ○  | 12000    | 360         | Armata dell'Est | Yamauchi Kazutoyo ○    | 59000    | 2058        |
| Armata dell'Ovest | Kutsuki Mototsuna ○   | 10000    | 600         | Armata dell'Est | Kanamori Nagachika ○   | 39000    | 1140        |
| Armata dell'Ovest | Toda Katsushige ○     | 10000    | 300         | Armata dell'Est | Arima Toyōji ○         | 30000    | 900         |
| Armata dell'Ovest | Kawajiri Hidenaga ○   | 10000    | 300         | Armata dell'Est | Takigawa Kazutoki ○    | 14000    | sconosciute |
| Armata dell'Ovest | Ishikawa Sadakiyo ○   |          | 360         | Armata dell'Est | Oda Nagamasu ○         | 2000     | 450         |
| Armata dell'Ovest | Oda Nobutaka ○        |          | sconosciute | Armata dell'Est | Furuta Shigekatsu ○    |          | 1020        |
| Armata dell'Ovest | Mōri Motoyasu         |          |             | Armata dell'Est | Tokugawa Hidetada      | 2560000  | 15000       |
| Armata dell'Ovest | Kobayakawa Hidekane   | 130000   |             | Armata dell'Est | Sakakibara Yasumasa    | (100000) | 3000        |
| Armata dell'Ovest | Tachibana Muneshige   | 132000   |             | Armata dell'Est | Ōkubo Tadachika        | 65000    |             |
| Armata dell'Ovest | Tsukushi Hirokado     | 18000    |             | Armata dell'Est | Sakai Ietsugu          | (37000)  | 900         |

## La battaglia

Posizioni iniziali

Primi movimenti della battaglia

La battaglia tra le 11:00 e le 11:30

Kobayakawa Hideaki decide di entrare in battaglia supportando la parte avversaria. Alcuni si uniscono a lui mentre l'Armata dell'Ovest è demoralizzata e i suoi membri iniziano a fuggire allo sbando.

Alla mattina del 21 ottobre le forze occidentali erano attestate sui pendici dei monti che sovrastavano la valle, ma vi erano dubbi circa la fedeltà di alcuni generali dei Mōri.
Alle 04:00 la notte lasciava posto a una nebbia fittissima e ci fu un piccolo scontro tra le forze di testa di Fukushima Masanori e Ukita Hideie.
Alle 08:00 improvvisamente la nebbia si alzò ed entrambe le armate si stupirono di essere così vicine le une dalle altre, giacché la distanza tra le truppe più avanzate dell'Est e quelle lealiste era, a tratti, di non più di qualche centinaio di metri.
I primi samurai ad attaccare furono 30 uomini di Ii Naomasa che, contrariamente agli ordini ricevuti di scortare Matsudaira Tadayoshi, caricarono le linee Ukita. A seguire l'intera divisione di Naomasa caricò e così ebbe inizio la battaglia di Sekigahara. Anche i 6000 di Fukushima Masanori si unirono alle linee Ukita che indietreggiarono fino a esporre le linee di Shimazu Yoshihiro. Le linee Ukita, che contavano 17000 uomini, si riorganizzarono e caricarono a loro volta cacciando indietro i reparti orientali. Immediatamente le forze orientali di Kyōgoku Takatomo, Tōdō Takatora e Terazawa Hirotaka, circa 7000 uomini, caricarono il fianco destro dell'armata occidentale, presidiato da Ōtani Yoshitsugu e Toda Shigemasa. Contemporaneamente Ieyasu diede ordine ai reparti di Kuroda Nagamasa, Hosokawa Tadaoki, Katō Yoshiaki e Tsutsui Sadatsugu (circa 19000 uomini), di attaccare il fianco sinistro di Mitsunari. Le prime linee ad assorbire l'impeto di queste forze furono quelle di Shima Sakon e Gamō Bitchū (circa 2000 uomini) le quali, nonostante il numero soverchiante degli avversari, riuscirono a tenere le loro posizioni. Ma il fuoco degli archibugi Tokugawa fu micidiale e Shima Sakon venne ferito e portato nelle retrovie. Incoraggiati, i samurai Tokugawa aumentarono l'impeto dei loro assalti per giungere al posto di comando di Mitsunari.
Fu a questo punto che Mitsunari mosse in avanti cinque cannoni. Era la prima volta che venivano usati in una battaglia campale. L'effetto psicologico del boato delle cannonate fu sconvolgente e le truppe Tokugawa indietreggiarono. Col passare del tempo nuove forze Tokugawa raggiungevano il centro del campo di battaglia e la ferocia degli scontri aumentò dove però nessuna fazione riuscì a prevalere sull'altra.
Alle 10:00, dopo due ore d'intensa battaglia, la coalizione occidentale stava lentamente prendendo il sopravvento. Ieyasu divenne nervoso, poiché il nemico aveva circa 80000 uomini in campo, ma fino a quel momento, solo circa 35000, guidati da Mitsunari, Ukita Hideie, Konishi Yukinaga e Ōtani Yoshitsugu si erano uniti alla lotta. Nel settore orientale del campo di battaglia, a circa 5 km dal centro della lotta, Asano Yukinaga guidò i suoi 6500 uomini contro i 1500 di Natsuka Masaie, e quest'ultimo, sicuro dell'appoggio di Kikkawa Hiroie, affrontò gli uomini Asano. Tuttavia Hiroie non si mosse, precludendo l'entrata in campo del resto dell'armata Mōri e Chōsokabe. Fu questo il primo tradimento della giornata, che fece massacrare gli uomini di Masaie. Nel settore centrale Mitsunari ordinò a Shimazu Yoshihiro di muoversi verso il centro ma quest'ultimo non si mosse, ancora adirato per l'insulto avuto da Shima Sakon nei giorni precedenti.
A mezzogiorno Ishida diede simultaneamente l'ordine di attaccare sia a Kobayakawa Hideaki che alle truppe dei Mōri che entrando in campo avrebbero probabilmente consegnato la vittoria all'armata occidentale. Ma anche dopo numerosi richiami a prender parte alla battaglia, Hideaki non si mosse, poiché si era segretamente accordato con Ieyasu. Ma poiché Hideaki dopo diverso tempo continuò a non muovere i suoi uomini, anche Ieyasu iniziò ad avere dubbi sulla sua lealtà. Rimase indeciso sul da farsi fino a che Ieyasu stesso ordinò di far fuoco sulle sue truppe per obbligarlo a scegliere. Di fronte a questo attacco, Hideaki si schierò contro l'alleato Ishida ed i suoi uomini scesero il monte per riversarsi sui soldati di Ōtani Yoshitsugu. Yoshitsugu era uomo intelligente ed aveva previsto il tradimento di Hideaki facendo fortificare il suo lato destro e resistette agli assalti.
Ma poco dopo anche gli uomini di Ogawa Suketada, Akaza Naoyasu, Kutsuki Mototsuna e Wakizaka Yasuharu passarono dalla parte Tokugawa, gli Ōtani dovettero sopportare la carica di ben 20000 uomini e le loro linee crollarono. Yoshitsugu, quasi cieco e malato di lebbra, che comandava da una portantina, sapeva che la fuga per lui era impossibile e commise seppuku ordinando ad un suo samurai di portar via la testa.
Dopo il crollo dell'ala destra dello schieramento occidentale, la pressione sulle truppe Ukita fu troppo alta e anche queste crollarono. Con lo sgretolamento degli Ukita, l'ostinato Yoshihiro ora aveva il fianco destro esposto ai traditori: a questo punto ritenne che fosse giunto il momento di portare in azione i suoi uomini e ordinò un attacco diretto al posto di comando di Ieyasu, ora sguarnito. Ma le soverchianti forze avversarie erano troppe e gli Shimazu vennero decimati, permettendo a malapena a Yoshihiro di fuggire. Dopo una strenua resistenza e al seguito di migliaia di perdite, le forze di Mitsunari furono costrette alla fuga.
L'inattività di Kikkawa Hiroie impedì ai rinforzi Mōri e Chōsokabe, forti di circa 25000 uomini, di giungere in tempo sul campo di battaglia. Quando la notizia del tradimento di Hideaki iniziò a spargersi, l'intera armata occidentale si ritirò in massa.

## Dopo la battaglia
Dopo la battaglia Ieyasu si assicurò la vittoria e il suo obiettivo iniziale fu il castello di Ishida così il 22 ottobre continuò la campagna dirigendo le sue forze a Sawayama. A Kobayakawa Hideaki fu dato l'onore di guidare l'attacco e alla testa di 15000 uomini, costituiti principalmente da coloro che avevano disertato a favore dei Tokugawa, mise d'assedio il castello. Ishida Masazumi, fratello di Mitsunari, al comando del castello, capitolò e si suicidò il secondo giorno, dando alle fiamme il castello.

## Conseguenze
Ieyasu e Mōri Terumoto si scambiarono numerose lettere mentre l'esercito Tokugawa si avvicinava al castello di Ōsaka. Ieyasu, il quale aveva segretamente trattato con Kikkawa Hiroie (sottoposto di Terumoto), risparmiò il comandante dei Mōri e permise loro di tornare nelle loro terre anche se gran parte delle stesse vennero confiscate. Ironia della sorte, a Hiroie furono date gran parte delle terre confiscate di Terumoto, e il valore delle terre dei Mōri passò da 1200000 a 320000 koku. Poiché Hiroie aveva intrattenuto trattative segrete senza l'approvazione o la conoscenza del clan, una volta che gli eventi vennero alla luce, fu sottoposto a intensi attacchi da parte del suo stesso clan per il suo futuro a venire.
Konishi Yukinaga venne consegnato a Kuroda Nagamasa, un altro daimyō cristiano. Yukinaga rifiutò di commettere seppuku e venne consegnato a Ieyasu. Mitsunari e Ankokuji Ekei vennero catturati e consegnati ai Tokugawa. Quando Mitsunari, Yukinaga ed Ekei furono scortati nel campo di esecuzione di Kyoto, un cittadino offrì loro dei cachi da mangiare. Mitsunari, al contrario, rifiutò, dicendo che sarebbero stati dannosi per la sua digestione. Yukinaga fece notare ironicamente che, dato sarebbero morti entro un'ora, la digestione dovrebbe essere l'ultima cosa a cui pensare. "Al contrario", rispose Mitsunari, "non importa quale sia la situazione, non si può mai sapere come andranno le cose."
Ukita Hideie fuggì dal campo di battaglia e si nascose a Satsuma, la casa degli Shimazu. Il suo feudo e le tre province di Okayama furono assegnate ad altri daimyō. Nel 1603 Shimazu Iehisa rivelò il suo nascondiglio a Ieyasu, il quale prontamente condannò a morte Hideie. Però dopo una valutazione, lo shōgun lo mandò invece in esilio permanente sull'isola di Hachijō-jima. Morì lì nel 1655 all'età di 84 anni. Fu l'ultimo a morire dei daimyō che parteciparono alla grande battaglia.
Al clan Shimazu fu permesso di governare le terre che possedevano.
Ieyasu dovette fare attenzione sul futuro del giovane Toyotomi Hideyori. C'erano molti daimyō che avevano combattuto per i Tokugawa che dovevano ancora molto al padre di Hideyori. Per loro la guerra era stata contro Mitsunari, non contro i Toyotomi. Ieyasu installò Hideyori nel castello di Osaka e gli diede le province di Settsu, Kawachi e Izumi, con un reddito di 650000 koku. Dodici anni dopo le tensioni tra Toyotomi e Tokugawa arrivarono al culmine e sfociarono nell'assedio di Osaka.
Uesugi Kagekatsu fu trasferito dal dominio di Aizu (1200000 koku) a quello di Yonezawa (300000 koku).
Nel 1602 Ieyasu confiscò i feudi dei suoi principali nemici e ridusse quelli delle famiglie le quali gli avevano dato poco o nessun supporto o che, come gli Uesugi, sarebbe stato imprudente ridurre troppo. Gli elenchi seguenti mostrano i membri principali di ciascuna categoria.

### Feudi confiscati
Vennero confiscati 90 feudi, per un totale di 4307000 koku; di questi, 78 feudi erano sotto i 100000 koku, per un totale di 1880000 koku. Quelli sopra i 100000 furono i seguenti:
| Daimyō              | Kokudaka |
| ------------------- | -------- |
| Ukita Hideie        | 570000   |
| Chōsokabe Morichika | 220000   |
| Maeda Toshimasa     | 215000   |
| Mashita Nagamori    | 200000   |
| Miyabe Nagafusa     | 200000   |
| Konishi Yukinaga    | 200000   |
| Ishida Mitsunari    | 194000   |
| Oda Hidenobu        | 135000   |
| Tachibana Muneshige | 132000   |
| Mōri Hidekane       | 130000   |
| Niwa Nagashige      | 125000   |
| Iwaki Sadataka      | 100000   |

### Feudi diminuiti
Quattro feudi vennero diminuiti da un totale da 3 140 700 a 924 800 koku.:
| Daimyō      | Kokudaka da | a      |
| ----------- | ----------- | ------ |
| Clan Mōri   | 1205000     | 369000 |
| Clan Uesugi | 1200000     | 300000 |
| Clan Satake | 574700      | 205800 |
| Clan Akita  | 190000      | 50000  |

### Ridistribuzione dei feudi
Il totale disponibile per la ridistribuzione dei feudi fu quindi di circa 6500000 koku. Dei 204 feudi che esistevano con Toyotomi Hideyoshi, Ieyasu ne lasciò 69 invariati, 4 diminuiti e ricompensò il resto dei 115 ai daimyō che erano stati al suo fianco. Gli elenchi seguenti mostrano i principali feudi che furono lasciati invariati o aumentati:
| Feudi invariati sopra i 100000 koku | Feudi invariati sopra i 100000 koku |
| Daimyō                              | Kokudaka                            |
| ----------------------------------- | ----------------------------------- |
| Clan Shimazu                        | 605000                              |
| Clan Nabeshima                      | 357000                              |
| Hori Hideharu                       | 300000                              |
| Mori Tadamasa                       | 120000                              |
| Nanbu Toshinao                      | 100000                              |
| Honda Tadakatsu                     | 100000                              |
| Sakakibara Yasumasa                 | 100000                              |
| 62 feudi sotto i 100000 koku        | 1747000                             |
| Totale                              | 3429000                             |

| Feudi aumentati                | Feudi aumentati | Feudi aumentati |
| Daimyō                         | Incremento      | Kokudaka        |
| ------------------------------ | --------------- | --------------- |
| Maeda Toshinaga                | 360000          | 1195000         |
| Yūki Hideyasu                  | 650000          | 751000          |
| Date Masamune                  | 25000           | 605000          |
| Gamō Hideyuki                  | 420000          | 600000          |
| Kobayakawa Hideaki             | 51000           | 574000          |
| Mogami Yoshiaki                | 330000          | 570000          |
| Kuroda Nagamasa                | 343000          | 523000          |
| Matsudaira Tadayoshi           | 420000          | 520000          |
| Ikeda Terumasa                 | 368000          | 520000          |
| Katō Kiyomasa                  | 270000          | 520000          |
| Fukushima Masanori             | 298000          | 498000          |
| Asano Yukinaga                 | 178000          | 395000          |
| Hosokawa Tadaoki               | 139000          | 369000          |
| Tanaka Yoshimasa               | 225000          | 325000          |
| Horio Tadauji                  | 70000           | 240000          |
| Tōdō Takatora                  | 120000          | 203000          |
| Yamanouchi Kazutoyo            | 134000          | 202000          |
| Katō Yoshiaki                  | 100000          | 200000          |
| Hachisuka Yoshishige           | 10000           | 187000          |
| Ii Naomasa                     | 60000           | 180000          |
| Nakamura Kazutada              | 30000           | 175000          |
| Ikoma Kazumasa                 | 23000           | 173000          |
| Takeda Nobuyoshi               | 110000          | 150000          |
| Kyōgoku Takatomo               | 23000           | 123000          |
| Terazawa Hirotaka              | 40000           | 120000          |
| Satomi Yoshiyasu               | 30000           | 120000          |
| Sanada Nobuyuki                | 88000           | 115000          |
| Okudaira Nobumasa              | 20000           | 100000          |
| Torii Tadamasa                 | 60000           | 100000          |
| Okudaira Iemasa (nuovo)        | 100000          | 100000          |
| 85 feudi minori di 100000 koku |                 | 1746000         |
| Totale                         |                 | 12199000        |

La riorganizzazione del territorio portò nel 1602 a un numero di 188 feudi oltre i 10000 koku per un totale di 16552000 koku, a cui vanno sommate le proprietà di leyasu (che furono valutate 2557000 koku nel 1598). Quindi il valore totale delle proprietà era di circa 19109000 koku. Questi feudi, tuttavia, non includono le proprietà della famiglia Imperiale o delle istituzioni religiose.

## Perdite

### Armata dei Toyotomi
- Ishida Mitsunari: riuscì a scappare da Sekigahara, ma fu catturato una settimana più tardi e decapitato a Kyōto da Tokugawa
- Konishi Yukinaga: consegnato dai contadini del villaggio in cui si era nascosto, fece la stessa fine di Ishida
- Shima Sakon: morì per proteggere la ritirata del suo signore, Ishida Mitsunari
- Shimazu Toyohisa: morì per salvare lo zio daimyō di Satsuma, Shimazu Yoshihiro
- Ōtani Yoshitsugu: commise seppuku quando le sue truppe furono attaccate da quelle di Kobayakawa

### Armata di Tokugawa
- Ii Naomasa: morì due anni dopo per un'infezione della ferita al braccio sinistro subita in battaglia

## Cronologia
Di seguito una cronologia degli eventi che portarono alla battaglia finale di Sekigahara:
- 7 maggio - Ieyasu chiede spiegazioni a Uesugi Kagekatsu per le sue costruzioni militari.
- 8 giugno - Ieyasu chiama i suoi alleati per punire gli Uesugi.
- 12 luglio - incontro a Osaka per pianificare la punizione degli Uesugi, vi partecipano Date Masamune, Mogami Yoshiaki, Satake Yoshinobu e Nanbu Toshinao.
- 26 luglio - Ieyasu lascia il castello di Fushimi dopo un incontro con Torii Mototada.
- 16 agosto - Mitsunari incontra Ōtani Yoshitsugu e lo convince a schierarsi contro i Tokugawa.
- 17 agosto - Ankokuji Ekei, Ōtani Yoshitsugu, Ishida Mitsunari e Mashita Nagamori si incontrano a Sawayama e concordano nel chiedere a Mōri Terumoto a diventare comandante in capo dell'alleanza. Nagamori invia segretamente notizie a Ieyasu sull'incontro.
- 22 agosto - Mōri Terumoto arriva al castello di Osaka e prende il comando dell'alleanza occidentale.
- 27 agosto - il castello di Fushimi viene messo sotto assedio.
- 29 agosto - Ieyasu stabilisce a Oyama il suo quartier generale per discutere con gli alleati la strategia.
- 6 settembre - caduta di Fushimi.
- 7 settembre - Maeda Toshinaga (alleato Tokugawa) attacca suo fratello, Toshimasa, e assedia il castello di Daishoji. Il comandante della guarnigione, Yamaguchi Munenaga, commette suicidio.
- 10 settembre - Ieyasu torna al castello di Edo.
- 15 settembre - Mitsunari arriva al castello di Ogaki.
- 29 settembre - Nabeshima Naoshige e altri generali dell'Armata dell'Ovest assediano il castello di Matsuoka. L'Armata dell'Est occupa le altezze di Akasaka, assediando il castello di Ogaki. Tokugawa Hidetada si dirige verso Mino.
- 29-30 settembre - caduta del castello di Gifu nelle mani della coalizione orientale.
- 30 settembre - Mōri Hidemoto pone sotto assedio il castello di Annotsu.
- 1º ottobre - Mitsunari ritorna al castello di Sawayama da Ogaki, chiedendo a Terumoto di muoversi.
- 7 ottobre - Ieyasu lascia Edo alla testa di 30000 uomini.
- 9 ottobre - Hidetada raggiunge Komoro e, contro gli ordini di suo padre, devia le sue forze verso Ueda.
- 12 ottobre - Ieyasu raggiunge Shimada a Suruga. Hidetada si accampa nel villaggio di Sometani per assediare Sanada Masayuki nel castello di Ueda.
- 13 ottobre - Ieyasu raggiunge Nakaizumi a Tōtōmi. Mōri Hidemoto e Kikkawa Hiroie entrano a Mino e si accampano vicino al Monte Nangu. Mōri Motoyasu, Tachibana Muneshige e Tsukushi Hirokado assediano il castello di Ōtsu, tenuto per Ieyasu da Kyōgoku Takatsugu.
- 14 ottobre - Ieyasu riceve un messaggero segreto di Kobayakawa Hideaki, il quale gli offre supporto.
- 16 ottobre - Hidetada interrompe l'assedio del castello di Ueda e si dirige nuovamente verso Mino.
- 19 ottobre - Ieyasu entra al castello di Gifu. Hosokawa Yūsai si arrende al castello di Tanabe.

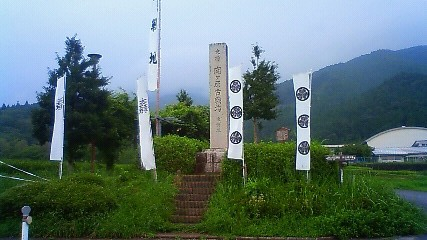
Monumento sul luogo della battaglia

- 20 ottobre - Ieyasu arriva ad Akasaka. Le due coalizioni entrano in contatto dietro a Kuisegawa, vicino ad Akasaka. La coalizione occidentale si dirige a Sekigahara partendo dal castello di Ogaki.

## Le altre battaglie agosto-ottobre 1600
Durante la campagna di Sekigahara vennero combattute numerose battaglie in tutto il Giappone tra le due fazioni.
In seguito l'elenco delle principali:
- 1 - Assedio di Tanabe (15 agosto - 19 ottobre) - Onoki Shigekatsu guidò un esercito occidentale contro il venerato poeta-generale Hosokawa Yūsai. L'assedio terminò con un ordine Imperiale di consegnare il castello, ma Yūsai riuscì a impedire a migliaia di uomini di partecipare alla battaglia di Sekigahara.
- 2 - Battaglia di Asai (30 agosto - 16 settembre) - Maeda Toshinaga, per la coalizione orientale, argina una forza di Niwa Nagashige supportato da Uesugi Kagekatsu.
- 3 - Assedio di Shiroishi (1 - 2 settembre) - Uesugi Kagekatsu perde il castello di Shiroishi contro le truppe pro-Tokugawa di Date Masamune.
- 4 - Assedio di Annotsu (30 settembre - 1 ottobre) - Un'armata occidentale, guidata da Mōri Hidemoto, conquista il castello di Anotsu, detenuto da Tomita Nobutaka.
- 5 - Assedio di Ueda (12 - 16 ottobre) - Tokugawa Hidetada cerca inutilmente di espugnare il castello di Ueda del clan Sanada. Quando Hidetada cede e interrompe l'attacco è già troppo tardi per raggiungere in tempo per aiutare il padre Ieyasu a Sekigahara.
- 6 - Campagna di Keichō Dewa (14 ottobre - 1 novembre) - Naoe Kanetsugu guida le forze Uesugi contro i territori Mogami, venendo respinto.
- 7 - Assedio di Ōtsu 14 - 21 ottobre. Mōri Motoyasu conquista il castello di Ōtsu, tenuto per la coalizione orientale da Kyōgoku Takatsugu.
- 8 - Battaglia di Ishigakibara (19 - 21 ottobre) - Kuroda Yoshitaka, per mettere in sicurezza il suo feudo, sconfigge Ōtomo Yoshimune e altri generali alleati a Mitsunari.
- 9 - Battaglia di Matsukawa (30 ottobre) - Date Masamune cerca di conquistare il castello di Fukushima ma si ritira. Nel maggio dell'anno successivo durante la battaglia di Matsukawa viene respinto da Honjō Shigenaga.

## Miyamoto Musashi
Secondo la leggenda, tra le file dello schieramento perdente di Mitsunari era presente anche Musashi Miyamoto, all'epoca probabilmente sedicenne, che era sotto le forze di Ukita Hideie. Nel corso della battaglia, riuscì a mettersi in salvo insieme alle sue forze, ed in seguito sarebbe diventato famoso come uno dei più grandi samurai della storia. Non vi è alcuna prova schiacciante che Musashi fosse o meno presente nella battaglia, ma secondo un registro, il Musashi yuko gamei, "Le conquiste di Musashi si distinsero dalla folla, ed erano note dai soldati in tutti i campi". Musashi si dimostrò reticente al riguardo, scrivendo semplicemente che aveva "partecipato in sei battaglie fin dalla mia gioventù".

## Letteratura
La trama di numerosi romanzi ruota attorno alla battaglia di Sekigahara:
- Shōgun di James Clavell
- Musashi di Eiji Yoshikawa
- Nube di Passeri di Matsuoka Takashi
- Trilogia: Agguato all'incrocio-Vendetta al Palazzo di Giada-A morte lo Shogun di Dale Furutani
- L'onore del samurai di David Kirk

## Altri media
La battaglia è inclusa tra quelle inserite nei videogiochi strategici per PC Age of Empires III: The Asian Dynasties e Total War: Shogun 2 (in tal caso si gioca dalla parte di Ishida Mitsunari), oltre che a Kessen, videogioco per la Play Station 2; il videogame per PlayStation 2 Shogun's Blade è inoltre totalmente basato su questa battaglia. Figura anche nella serie di manga e anime Samurai Deeper Kyo, nel manga Vagabond ed in Keiji il magnifico. Uno dei protagonisti del manga Drifters e dell'omonimo anime è Shimazu Toyohisa.